# Anuman Interactive
Anuman Interactive est une entreprise française d'édition et de distribution de logiciels, d'applications et de jeux vidéo, créée en 2000 par Stéphane Longeard, Axel Chambily - Casadesus et Marc Laumet. Depuis 2009, elle appartient au groupe franco-belge Média participations.
Simple éditeur de logiciels de vie pratique pour PC à l'origine, Anuman étend ses activités aux jeux vidéo et aux applications mobiles dans les années 2000.

## Historique

### 2000: Fondation
Anuman Interactive est créée à la mi-avril 2000 par Stéphane Longeard, Axel Chambily - Casadesus et Marc Laumet, avec le soutien d'Infogrames, de TF1 Vidéo et du Syndicat des éditeurs de logiciels de loisirs. La société édite des logiciels pour PC sur le segment de la vie pratique (code de la route, architecture, loisirs créatifs) à travers sa collection « Clic&Go ».
En juillet 2001, la société noue un partenariat avec l'éditeur américain John Wiley & Sons pour créer des logiciels adaptés de la collection Pour les nuls. En 2004, Anuman prévoit de distribuer ses logiciels sur le marché américain en collaboration avec Wiley.
En 2005, elle édite son premier jeu vidéo en France : Trainz Railroad Simulator. En 2007, elle sort son premier jeu sur console : Code de la route sur Nintendo DS. En 2008, elle sort sa première application sur iPhone.

### 2009: Rachat par Média participations
Le 24 février 2009, Anuman Interactive annonce son rachat par le groupe franco-belge Média participations, 3e éditeur de France et 1er éditeur de bandes dessinées d'Europe. Elle met à disposition des autres sociétés du groupe ses connaissances du multimédia, et développe ainsi un grand nombre d'applications pour ses sociétés sur smartphones et tablettes,. Le 23 novembre 2009, elle annonce le rachat du développeur et éditeur français Microïds et de toutes ses licences. L'opération est effective au 1er janvier 2010,.
En 2010, Anuman se détourne de la distribution physique classique au profit de la distribution numérique. Elle annonce la création d'une filiale à New York pour gérer le marché américain. La même année, elle rejoint le Mac App Store. En 2012, elle se lance sur Android et Facebook.
En 2014, la société, via son label Microïds, finance son premier projet, Subject 13 de Paul Cuisset, par le financement participatif via Kickstarter.

## Marques
Anuman Interactive possède plusieurs marques, spécialisées dans des domaines spécifiques, qui sortent des jeux aussi bien sur les plateformes classiques (PC, Mac et consoles) que sur les plateformes mobiles (smartphones, tablettes et réseaux sociaux),,.
Logiciels
- Anuman Interactive : logiciels de vie pratique
- Home Design 3D (Live CAD) : logiciels d'architecture

Jeux vidéo
- Microïds : jeux vidéo d'aventure
- Microïds - Games for all : jeux vidéo (hors jeux d'aventure)
- Joystick Replay : remakes de jeux vidéo à succès sur plateformes mobiles
- Kids' Mania : applications et jeux vidéo pour la jeunesse (0 à 7 ans)
- Hdo Aventure : casual games de type mystère et objets cachés[13]

## Identité

### Nom
Le nom « Anuman » fait référence au dieu hindou Hanoumân, à l'apparence de singe, expliquant la présence de l'animal sur le logo de l'entreprise, créé au départ par Axel Chambily en raison de son intérêt pour l'hindouisme.[réf. nécessaire]

### Logos

Premier logo utilisé de 2000 à 2007.
Ancien logo utilisé de 2007 à 2012.
Logo utilisé depuis 2012.